# Vallières (arrondissement)
Vallières (Haïtiaans-Creools: Valyè) is een arrondissement van het Haïtiaanse departement Nord-Est, met 72.000 inwoners. De postcodes van dit arrondissement beginnen met het getal 24.

Het arrondissement Vallières bestaat uit de volgende gemeenten:
- Vallières (hoofdplaats van het arrondissement)
- Carice
- Mombin-Crochu